# Regino Pedroso
Pour les articles homonymes, voir Pedroso.
Regino Pedroso, né le 5 avril 1896 à Unión de Reyes, dans la province de Matanzas à Cuba, et mort le 7 décembre 1983 à La Havane, est un poète cubain.